# Nemoura pseudoerratica
Nemoura pseudoerratica is een steenvlieg uit de familie beeksteenvliegen (Nemouridae). De wetenschappelijke naam van de soort is voor het eerst geldig gepubliceerd in 2003 door Vinçon & Pardo.